# كلاريسا غاروتينيو
كلاريسا باروس أسد ماتيوس دي أوليفيرا (من مواليد 2 يوليو 1982) والمعروف أكثر باسم كلاريسا غاروتينيو هي سياسية وصحفية برازيلية. أمضت حياتها السياسية في تمثيل ريو دي جانيرو، بعد أن عملت كممثلة للدولة منذ عام 2015.

## الحياة الشخصية
هي ابنة أنتوني جاروتينيو وروزينها جاروتينيو. تنحدر غاروتينيو من عائلة سياسية، حيث يعمل والداها كحاكمين لولاية ريو دي جانيرو. هي واحدة من تسعة أطفال لأنتوني وروزينها، ثلاثة منهم بيولوجيون وخمسة تم تبنيهم من قبل والديها. درست الصحافة في شبابها في كليات هيليو الونسو المتكاملة. كما هو الحال مع بقية أفراد عائلتها، فإن غاروتينيو هي من الكنيسة المشيخية الورعة وعضو في التجمع الإنجيلي.
في يناير 2016 أعلنت جاروتينيو أنها كانت مخطوبة لرجل الأعمال ماركوس ألتيف، وأن الزوجين كانا يتوقعان طفلهما الأول.

## الحياة السياسية
في عام 2009 بسبب الجدل الدائر حول الخيانة الحزبية المزعومة، غادرت غاروتينيو الحركة الديمقراطية البرازيلية وانضمت إلى حزب الجمهورية. وقد تمت تبرئتها لاحقًا من التهم، وزعم حزبها الجديد أنها تعرضت «للتمييز» من قبل الحركة الديمقراطية البرازيلية. في نفس العام تم انتخاب غاروتينيو في مجلس مدينة ريو دي جانيرو.
في عام 2012 انضمت عائلتا غاروتينيو ومايا السياسيتان لتشكيل ما اعتبرته وسائل الإعلام البرازيلية تحالفًا غير متوقع لهزيمة رئيس بلدية ريو دي جانيرو آنذاك إدواردو بايس، الذي كان يترشح لإعادة انتخابه. التحالف بين العائلتين وأحزاب: الحزب الليبرالي والحزب الديمقراطي برئاسة رودريغو مايا نجل عمدة ريو السابق سيزار مايا، وكانت كلاريسا كمرشح لمنصب نائب رئيس البلدية. كان هذا يعتبر مثيرا للجدل حيث كان سيزار مايا وأنتوني جاروتينيو منافسين سياسيين. ومع ذلك كانت الحملة فاشلة حيث أعيد انتخاب إدواردو بايس بشكل مريح بأكثر من 2 مليون صوت أو 64٪ من الأصوات، بينما حصل مايا وجاروتينيو على 95.328 صوتًا فقط (3٪ من الأصوات).
في عام 2014 جرت الانتخابات البرازيلية العامة، وانتخبت غاروتينهو لمجلس النواب الاتحادي، وحصلت على 335.061 صوت.
لم تصوت غاروتينيو في قرار عزل الرئيسة آنذاك ديلما روسيف، حيث قالت إنها لم تكن قادرة على القيام بذلك بسبب حملها. بسبب الطريقة التي تم بها احتساب أصوات الغائبين، تم احتساب غياب جاروتينيو في الواقع على أنه تصويت لصالح روسيف. كان هذا يعتبر من المفارقات حيث كان حزب جاروتينيو ووالداها يدافعون عن عزل روسيف.
صوّتت غاروتينيو ضد الإصلاحات الضريبية لعامي 2016 و2017.
في نوفمبر 2016 طُردت غاروتينيو مرة أخرى من حزب سياسي بسبب الخيانة الحزبية، حيث تم طردها من حزب الجمهورية لتعاونها مع سياسيين من فصيل منافس في المجلس التشريعي. بعد ذلك انضمت إلى الحزب الجمهوري البرازيلي بدعوة من مارسيلو كريفيلا. بعد ذلك بعامين تم طرد غاروتينيو ووالدتها روزينيا من مكتب مراجعة الدستور بسبب التحقيق معهم بتهمة الفساد. أعيد انتخابها في 2018 في الانتخابات العامة البرازيلية.
في فبراير 2019 أعلنت غاروتينيو أنها ستخوض انتخابات بلدية ريو دي جانيرو لعام 2020.